# Schwarzer Seeteufel
Der Schwarze Seeteufel (Lophius budegassa) ist ein Meeresfisch aus der Ordnung der Armflosser (Lophiiformes). Die Fische leben im östlichen Atlantik von der Küste der Britischen Inseln bis zum Senegal und im Mittelmeer.

## Merkmale
Schwarze Seeteufel können maximal einen Meter lang werden, erreichen jedoch nur selten Längen von über 50 Zentimeter. Sie ähneln dem „gemeinen“ Seeteufel, Hauptunterschied ist die in der Leibeshöhle schwarze Bauchhaut und nur 9 bis 10 Flossenstrahlen in der zweiten Rückenflosse. Die Fische sind durch zahlreiche Hautanhänge an den Seiten, die sie wie algenbewachsenen Steine aussehen lässt, getarnt. Der erste Strahl der Rückenflosse ist als  „Angel“ (Illicium) mit anhängendem „Köder“ (Esca) ausgebildet. Das maximale veröffentlichte Alter des Schwarzen Seeteufels beträgt 21 Jahre.

## Lebensweise
Schwarze Seeteufel leben auf dem Meeresgrund in Tiefen von 300 bis 650 Metern, bis 1000 Metern im östlichen Ionischen Meer. Die Art ernährt sich vor allem von Fischen, die mit dem Illicium angelockt werden und durch plötzliches Aufreißen des riesigen Mauls eingesaugt werden.